# Gunung Gajah (Bayat)
Gunung Gajah is een bestuurslaag in het regentschap Klaten van de provincie Midden-Java, Indonesië. Gunung Gajah telt 2600 inwoners (volkstelling 2010).